# دالة متعددة التعريف
في الرياضيات، الدالة متعددة التعريف هي دالة تعرف عن طريق أكثر من دالة، كلٌ تطبق لفترة معينة من مجال الدالة الرئيسة.

## الترميز

التمثيل البياني لدالة القيمة المطلقة, y = x.

الدوال متعددة التعريف يتم تعريفها باستخدام ترميز الدالة المتعارف، حيث تكتب الدالة على شكل صفوف من الدوال الجزئية كلٌ لمجالها الخاص.

على سبيل المثال، لاحظ دالة القيمة المطلقة:

{\displaystyle |x|={\begin{cases}-x,&{\mbox{if }}x<0\\x,&{\mbox{if }}x\geq 0\end{cases}}}
لكل قيم x أقل من صفر، تستخدم الدالة الأولى (x-) ، والتي تعكس إشارة المدخلة، محولة القيم السالبة إلى موجبة. لكل قيم x الموجبة، تستخدم الدالة (x) ، والتي تعطي قيمة المدخلة نفسها .

## الاتصال

دالة متعددة التعريف تتكون من دالتين تربيعيتين مختلفتين في كل جانب من.

تكون الدالة متعددة التعريف متصلة في فترة معينة من المجال في حال تحقق الشروط التالية :
- تكون معرفة لكل تلك الفترة
- تحوي على دوال متصلة في تلك الفترة
- لايوجد عدم اتصال عند كل نقط نهاية مجالات الدوال المكونة لها.

الدالة التالية، على سبيل المثال، عبارة عن دالة متعددة التعريف، ولكنها ليست متصلة لكل مجالها، فهي تحوي قفزة عدم اتصال عند النقطة {\displaystyle x_{0}}.

### أمثلة شائعة
- قيمة مطلقة
- دالة الإشارة